# Roumting
Ne doit pas être confondu avec Roumtenga.
Roumting est une localité du département de Ouagadougou, dans la province de Kadiogo (région Centre) au Burkina Faso. En 2006, cette localité comptait 2 565 habitants dont 53,45 % de femmes.